# Sharon Duncan-Brewster
Sharon Duncan-Brewster (Londres, 8 de fevereiro de 1976) é uma atriz britânica, conhecida pela participação série Sex Education. Ela também foi a voz de Catherine Hunter em The Journey no FIFA 17, FIFA 18 e FIFA 19, e está na nova franquia da Warner Bros. em parceiria com a Legendary a adptação de Dune de Frank Hebert dirigido por Denis Villeneuve ela já apareceu em Duna e retornará em Dune: Part Two ela dá vida a Dra. Liet-Kynes.